# Xian de Jigzhi
Le xian de Jigzhi (久治县 ; pinyin : Jiǔzhì Xiàn) est un district administratif de la province du Qinghai en Chine. Il est placé sous la juridiction de la préfecture autonome tibétaine de Golog.

## Démographie
La population du district était de 17 931 habitants en 1999.